# Třída M29
Třída M29 byla třída monitorů britského královského námořnictva z období první světové války. Jednalo se o upravenou verzi předcházející třídy M15. Jejich hlavním úkolem bylo ostřelování pobřežních cílů. Postaveno bylo pět jednotek této třídy. Ve službě byly v letech 1915–1943. Jeden byl za světové války potopen a ostatní později vyřazeny.
Monitor HMS M33 se dochoval jako muzejní loď. Po rekonstrukci byl veřejnosti zpřístupněn v National Museum of the Royal Navy v Portsmouthu. M33 je jednou ze tří dochovaných britských válečných lodí z první světové války a zároveň jedinou dochovanou britskou válečnou lodí, která se účastnila bitvy o Gallipoli. To samé platí v případě britské intervence do ruské občanské války.

## Stavba
Celkem bylo postaveno pět jednotek této třídy. Na stavbě se podílely loděnice Harland & Wolff a Workman, Clark and Co. v Belfastu. Do služby vstoupily v roce 1915.
Jednotky třídy M29:
| Jméno   | Loděnice        | Založení kýlu | Spuštěna        | Vstup do služby | Status                                                                                 |
| ------- | --------------- | ------------- | --------------- | --------------- | -------------------------------------------------------------------------------------- |
| HMS M29 | Harland & Wolff | 1915          | 22. května 1915 | červen 1915     | Od roku 1925 minonoska HMS Talbot, později opravárenská loď HMS Talbot, sešrotován.    |
| HMS M30 | Harland & Wolff | 1915          | 23. června 1915 | červenec 1915   | Dne 14. května 1916 poblíž Smyrny potopen tureckými pobřežními bateriemi.              |
| HMS M31 | Harland & Wolff | 1915          | 24. června 1915 | červenec 1915   | Od roku 1921 minonoska HMS Melpomene, později cvičná loď, sešrotován.                  |
| HMS M32 | Workman Clark   | 1915          | 22. května 1915 | červen 1915     | Vyřazen 1920.                                                                          |
| HMS M33 | Workman Clark   | 1915          | 22. května 1915 | červen 1915     | Od roku 1925 cvičná minonoska HMS Mimerva, později opravárenská loď, dnes muzejní loď. |

## Konstrukce

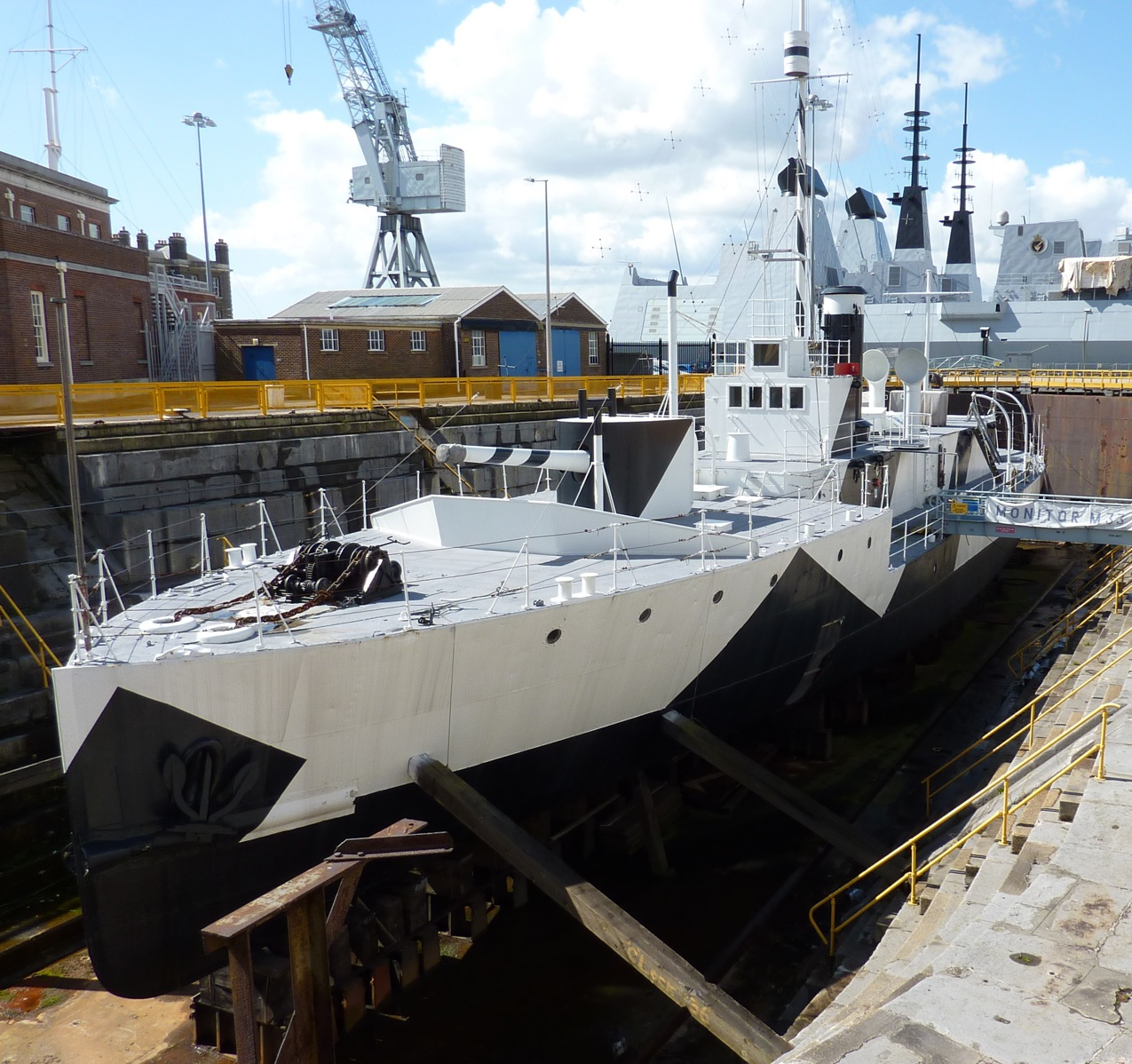
Dochovaný monitor HMS M33 po rekonstrukci

Základní výzbroj tvořily dva 152mm kanóny v jednodělových věžích. Jejich dostřel byl 13,4 km. Původně byly vyrobeny pro bitevní lodě třídy Queen Elizabeth. Doplňoval je jeden 57mm kanón. Pohonný systém tvořily dva kotle a dva parní stroje o výkonu 400 hp, pohánějící dva lodní šrouby. Nejvyšší rychlost dosahovala 9 uzlů. Dosah byl 1140 námořních mil při rychlosti 8 uzlů.

### Modernizace
Roku 1919 byl 57mm kanón monitorů M31 a M33 nahrazen jedním 76mm kanónem. Monitory M29, M31 a M33 byly ve 20. letech přestavěny na minonosky. Kanóny byly odstraněny. Unesly až 44 námořních min.